# クリスティーン・ベルフォード
クリスティーン・ベルフォード（Christine Belford,  1949年1月14日 - ）は、アメリカ合衆国の女優である。

## 来歴
1949年、ニューヨーク州アミティヴィルに生まれる。高校を卒業後、同州にあるHofstra Universityへ進学。在学中から女優業に興味を抱き、ニューヨークとロサンゼルスで徐々に活動をスタートさせていった。1971年にテレビでプロデビューを果たし、その後1972年にはポール・ニューマン主演の『ポケット・マネー』で映画デビュー。1980年代から90年代にかけてはテレビドラマや映画など、様々な作品に精力的に活動してキャリアを重ねた。

### 私生活
生まれ故郷であるニューヨーク州のアミティヴィルはホラー映画『悪魔の住む家』のモチーフとなった事件「デフェオ一家殺害事件」が起こった場所であり、実際に事件が起こる前に、事件現場となった家（オーシャン・アベニュー112番地）にクリスティーン自身も幼少期に住んでいたことがある。
1993年に俳優のニコラス・プライヤーと結婚している。

## 参照

### 映画
- 大統領のスキャンダル Vanished (1971) ※テレビ映画
- ポケット・マネー Pocket Money (1972)
- 爆破作戦/ 基地に消えた男 The Groundstar Conspiracy (1972)
- グラマー強盗団 The Million Dollar Rip-Off (1976) ※テレビ映画
- To Kill a Cop (1978)
- Colorado C.I. (1978) ※テレビ映画
- 恐怖のバースデイ・パーティ High Midnight (1979) ※テレビ映画
- 荒野のギャンブラーⅡ Kenny Rogers as The Gambler (1980) ※テレビ映画
- Desperate Voyage (1980) ※テレビ映画
- The Neighborhood (1982) ※テレビ映画
- 忘れられぬ死 Sparkling Cyanide (1983) ※テレビ映画
- クリスティーン Christine (1983)
- 危険な誘惑 The Ladies Club (1986)
- Mr. and Mrs. Ryan (1986) ※テレビ映画
- The Woman Who Sinned (1991) ※テレビ映画
- Ruffian (2007) ※テレビ映画

### テレビドラマ
- ドクター・ウェルビー Marcus Welby, M.D. (1970, 1972, 1974)
- Matt Lincoln (1971)
- Owen Marshall, Counselor at Law (1971, 1972)
- 鬼警部アイアンサイド Ironside (1971)
- The Sixth Sense (1972)
- クール・ミリオン Cool Million (1972)
- 西部二人組 Alias Smith and Jones (1972)
- マニックス Mannix (1972)
- バナチェック登場 Banacek (1972 - 1974)
- 探偵キャノン Cannon (1973)
- ジグソー Jigsaw (1973)
- 名探偵ジョーンズ Barnaby Jones (1973, 1976, 1979)
- 600万ドルの男 The Six Million Dollar Man (1974)
- ドク・エリオット Doc Elliot (1974)
- The Manhunter (1974)
- Kate McShane (1975)
- ポリス・ストーリー Police Story (1975)
- Medical Story (1975)
- 追跡者ハリー・オー Harry O (1975)
- ワンダーウーマン Wonder Woman (1976)
- Most Wanted (1977)
- 恐怖と怪奇の世界/ パニック・野犬群 人を襲う Tales of the Unexpected (1977)
- Dr.刑事クインシー Quincy M.E. (1977)
- 宇宙空母ギャラクティカ Battlestar Galactica (1978)
- ペーパー・チェイス The Paper Chase (1979)
- 探偵ハート&ハート Hart to Hart (1979, 1983)
- Married: The First Year (1979)
- Dear Detective (1979)
- 超人ハルク The Incredible Hulk (1979, 1981)
- Beyond Westworld (1980)
- 白バイ野郎ジョン&パンチ CHiPs (1980)
- 私立探偵マグナム Magnum, P.I. (1981)
- Nero Wolfe (1981)
- アメリカン・ヒーロー The Greatest American Hero (1981, 1983)
- Today's F.B.I. (1982)
- 女刑事キャグニー&レイシー Cagney & Lacey (1982)
- ダイナスティ Dynasty (1982)
- Silver Spoons (1982 - 1987)
- It's Not Easy (1983)
- ファンタジー・アイランド Fantasy Island (1983, 1984)
- Goodnight, Beantown (1984)
- ジェシカおばさんの事件簿 Murder, She Wrote (1984, 1986, 1989, 1993)
- Empire (1984)
- Finder of Lost Loves (1985)
- ゴールデン・ガールズ The Golden Girls (1986)
- ファミリータイズ Family Ties (1986)
- 荒野のタイム・ドロッパーズ Outlaws (1986 - 1987)
- My Two Dads (1988)
- マーフィーの法則 Murphy's Law (1988)
- L.A.ロー 七人の弁護士 L.A. Law (1989)
- Living Dolls (1989)
- フレディの悪夢 Freddy's Nightmares (1989)
- ドラグネット Dragnet (1990)
- Who's the Boss? (1991)
- ビバリーヒルズ高校白書 Beverly Hills, 90210 (1991 - 1998)
- Night Court (1992)
- Step by Step (1993)
- ブロッサム Blossom (1993)
- Dr.マーク・スローン Diagnosis Murder (1994)

### テレビアニメ
- ワイルド・ソーンベリーズ The Wild Thornberrys (1999)

## 参照
1. 1 2 3  “Christine Belford Biography”. 2014年7月13日閲覧。